# Minimal Musical
Minimal Musical è il primo album in studio della cantautrice italiana Margherita Vicario, pubblicato il 6 dicembre 2014 per l'etichetta Fiorirari.

## Tracce
Testi di Margherita Vicario.
1. Datti un morso – 3:55
2. In ufficio – 2:29
3. Frollino – 3:34
4. Al vernissage – 4:05
5. Il sirenetto – 2:46
6. Per un bacio – 3:24
7. L'impotente – 2:21
8. L'impavido pettirosso – 3:49
9. Se riesco parto – 2:42

Durata totale: 29:05

## Formazione
- Margherita Vicario – voce
- Roberto Angelini – chitarra acustica, lap steel guitar
- Daniele Rossi – pianoforte, sintetizzatore
- Andrea Moscianese – chitarra elettrica
- Angelo Maria Santisi – violoncello
- Dedo – fiati
- Matteo Pezzolet – basso
- Fabio Rondanini – batteria, percussioni